# Айя (мыс)
Айя́ (укр. Айя, греч. Άγια, крымскотат. Ayya, Айя) — мыс на южном берегу Крыма, на юго-восток от Балаклавы, выступ берега длиной 13 километров. Территория подчинена Балаклавскому району Севастополя. Мыс Айя ограничивает Южный берег Крыма с запада. Название мыса происходит от греческого слова «айос» (άγιος — святой, άγια — святая). Полагается, что греки считали эти места святыми и хоронили здесь своих предков.

## Геология и география
Мыс представляет собой отвесный отрог Главной гряды Крымских гор; мыс продолжается до основания горы Куш-Кая. Наивысшая вершина на мысе Айя — скала Кокия-Кая-Баш («голубая скала») высотой 558,5 метров. К востоку от мыса расположена Ласпинская бухта, а за ней мыс Ласпи; западнее расположен небольшой залив у подножия гор Аскети и Крепостной, далее — мыс Георгия. Спускающаяся к ним долина получила название урочище Аязьма. Скалы, составляющие мыс Айя, сложены верхнеюрскими мраморовидными известняками. Горные склоны покрыты реликтовыми средиземноморскими редколесьями, в которых выделяется краснокнижный земляничник мелкоплодный.
Наверху мыса гигантская воронка, а в ней — живописное покрытие из огромных камней. Камни различных цветов и оттенков: синие, зелёные, рыжие, в светлую полоску и тёмную крапинку.
У основания мыса есть гроты. Часть мыса использовалась моряками императорского Черноморского флота России для пристрелки корабельных орудий. До сих пор на скалах сохранились следы от ударов ядер.

## В литературе и искусстве
Некоторые исследователи полагают, что мыс Айя — это и есть Криуметопон, легендарный Бараний Лоб древнегреческих и римских географов, главный ориентир древних мореходов на их пути к берегам Тавриды. Мыс изображался художником И. К. Айвазовским на картине «Буря у мыса Айя» (1875).

## Хозяйственное значение
В районе мыса Айя в 1955—1956 годах был построен ракетный комплекс С-2 «Сопка» (объект 100), впоследствии реконструированный под пуск крылатых ракет. Мыс Айя входит в ландшафтный заказник «Мыс Айя».